# Otilia Lux
Otilia Lux de Cotí (Santa Cruz del Quiché, 1949) es una educadora y política maya-quiché guatemalteca. Activista a favor de los derechos humanos y de los derechos de las mujeres, está considerada como una de las figuras más importantes en Latinoamérica en la esfera política y el movimiento civil.  De 2000 a 2004 fue Ministra de Cultura y Deportes de Guatemala (2000-2004) durante el periodo de gobierno del Presidente Alfonso Portillo.  También fue miembro del Foro permanente sobre cuestiones indígenas de las Naciones Unidas (2002-2004).  Ha sido diputada al Congreso de la República por WINAQ y representante de Guatemala ante el Consejo Ejecutivo de la UNESCO. Fue Directora Ejecutiva del Foro Internacional de Mujeres Indígenas y experta indígena del Foro Permanente de los Pueblos Indígenas de Naciones Unidas.

## Trayectoria
Su madre la animó a estudiar y fue una de las pocas niñas indígenas que pudieron asistir a la escuela al ser la sexta de siete hermanas. A los 19 años se trasladó a la zona rural para impartir clases. Logró llegar a la facultad donde se involucró en organizaciones político-estudiantiles. Licenciada en Administración de la Educación, de 1997 a 1999 fue comisionada de la Comisión del Esclarecimiento Histórico sobre la violación de los Derechos Humanos y Hechos de violencia en Guatemala.
De 2000 a 2004 fue Ministra de Cultura y Deportes y posteriormente miembro del Congreso de la República como líder del Movimiento Político Winaq participando en las comisiones de la Mujer, Extraordinaria Nacional por la Transparencia, y Pueblos Indígenas. Fue vicepresidenta del Foro Permanente para las Cuestiones Indígenas de la ONU, entre 2001 a 2007, y ocupó el cargo de representante de Guatemala ante la Junta Ejecutiva de la UNESCO entre 2004 y 2007.
De 1997 a 1999 fue representante de la Comisión para el Esclarecimiento Histórico sobre la Violación de los Derechos Humanos y los Hechos de Violencia en Guatemala.
En 2006 se le otorgó el Premio Bartolomé de las Casas por su destacada trayectoria en el ámbito educativo y cultural de Guatemala destacando su trabajo también como miembro de la Comisión para el Esclarecimiento Histórico del Conflicto Armado en Guatemala.

### Derechos de las mujeres indígenas
Lux Denuncia las dificultades de las niñas y las mujeres indígenas para poder acceder a la educación y también para ser propietarias de las tierras, algo que las sitúa en condiciones especialmente desfavorables.

Maestra en los niveles primario, secundario y universitario, es además catedrática en diplomados para mujeres indígenas y conferencista nacional e internacional.
Mostramos que nosotras, las mujeres indígenas, además de ser capaces, también somos muy honestas. Hasta mi mandato, la “cultura” era algo sagrado, y las bellas artes, intocables. Sin embargo, yo promoví un cambio radical en esa visión elitista. Solicitamos, por ejemplo, a la sinfónica nacional, reconocida como patrimonio nacional, que tocara en algún parque de la ciudad, de tal manera de llegar a una audiencia amplia y popular incluyendo escolares y estudiantes que no pueden acceder a otros espacios. Entonces todas nuestras políticas, incluyendo las de alcance nacional tuvieron como aspecto fundamental el ser inclusivas. Pudimos así ejercer una forma de liderazgo nuevo.
Lux participó en la creación en el parlamento de una "bancada de mujeres" en el Congreso de la República conformada por una veintena de mujeres, mayas y mestizas. Se logró la aprobación de la Ley contra el feminicidio en abril de 2008. 
Se declara partidaria de las cuotas y de la paridad. 
En 2012 defendió la iniciativa de ley sobre “consulta de pueblos indígenas” referida al derecho de los pueblos a ser consultados para que autoricen o no que de desarrollen actividades de explotación de recursos naturales en sus territorios.
En 2016 el Ministerio de Relaciones Exteriores de Guatemala presentó la nominación de Lux de Cotí al Foro Permanente para las Cuestiones Indígenas de la ONU en el periodo 2017-2019.

## Vida personal
Se casó a los 29 años con un ingeniero agrónomo. Decidió aplazar su maternidad hasta graduarse. Tiene tres hijos, uno de ellos es médico y otra arquitecta.

## Premios
- 2006 Premio Bartolomé de las Casas (España)[7]
- Legión de Honor (Francia)
- Francisco Marroquín (Guatemala).